# Дивергенция (лингвистика)
Диверге́нция (от средневекового лат. divergo — отклоняюсь; англ. divergence, divergent evolution) (в лингвистике) — процесс языковых изменений, вызывающий обособление вариантов одной языковой единицы и превращение этих вариантов в самостоятельные единицы, или появление новых вариантов у уже существующей языковой единицы. Применительно к языковым образованиям термин дивергенция обозначает историческое расхождение двух и более родственных языков, диалектов или вариантов литературных норм одного языка. Процесс дивергенции противопоставляется, тесно связанному с ним, процессу языковой конвергенции.

## Структурно-диахроническая дивергенция
Понятие дивергенции, при которой возникают новые языковые единицы, в теории диахронической фонологии разработали Е. Д. Поливанов (1928) и Р. О. Якобсон — в других терминах (1930). Фонологической дивергенцией в данном случае является процесс
фонологизации вариантов фонемы в результате устранения позиционных условий их варьирования (например, развитие фонематической категории твёрдости-мягкости согласных после падения редуцированных в русском и других славянских языках). Аллофоническая (субфонемная) дивергенция представляет собой позиционное изменение звуков, аллофоническое расхождение в пределах одной фонемы. Понятие дивергенции можно отнести и к другим уровням языка. Диахронический процесс дивергенции является одной из причин формирования разнообразия в языковой системе.
Отражение тесной связи дивергенции и конвергенции может представлять такое языковое изменение, которое одновременно является и дивергенцией (в одном звене системы) и конвергенцией (в другом звене). Так, например, обособление вариантов какой-либо языковой единицы, произошедшее в результате дивергенции, может в то же время оказаться исчезновением этих обособившихся вариантов из языковой системы, так как они могут совпасть с вариантами других, уже имеющихся единиц в результате инвариантной конвергенции.

## Глоттогоническая дивергенция
Дивергенция является главной причиной появления новых языков и диалектов, формирования современного языкового многообразия. В любом языке, не имеющем кодифицированной нормы, поддерживаемой специальной нормирующей деятельностью, непрерывно возникают изменения во всех звеньях его структуры под действием внутренних или внешних (языковые контакты) факторов. Если носители одного языка находятся в условиях изоляции друг от друга, вызванной миграциями, определёнными природными условиями, появлением новых политических границ, социальными различиями и т. п., языковые изменения у них в разных частях языкового ареала протекают неодинаково. В процессе языковой эволюции накопившиеся различия в таком языке приводят к формированию диалектов, обособлению их друг от друга и далее к образованию на основе этих диалектов самостоятельных, родственных друг другу, языков. Таким образом, в результате дивергенции формируются семьи языков из одного, общего для них, праязыка (нередко через стадию промежуточных праязыков). Так, например, славянские, балтийские, германские, романские, кельтские, индоиранские, греческий, армянский и другие языки, составляющие семью индоевропейских языков, восходят к общему предку — праиндоевропейскому языку.
Процесс дивергенции может являться причиной появления различий и в литературных языках. Так, например, распространение английского и испанского языков в разных государствах привело к формированию национальных вариантов английского (в Англии, США, Канаде, Австралии и т. д.) и испанского (в Испании, в странах Латинской Америки, на Филиппинах и т. д.) языков.